# Rwanda aux Jeux olympiques d'été de 1988
Le Rwanda participe aux Jeux olympiques d'été de 1988 à Séoul en Corée du Sud du 17 septembre au 2 octobre 1988. Il s'agit de sa 2e participation à des Jeux olympiques d'été.